# Osan Air Base
Pour les articles homonymes, voir Osan (homonymie).
Osan Air Base est une base de l'United States Air Force en Corée du Sud située près de la ville d'Osan. 

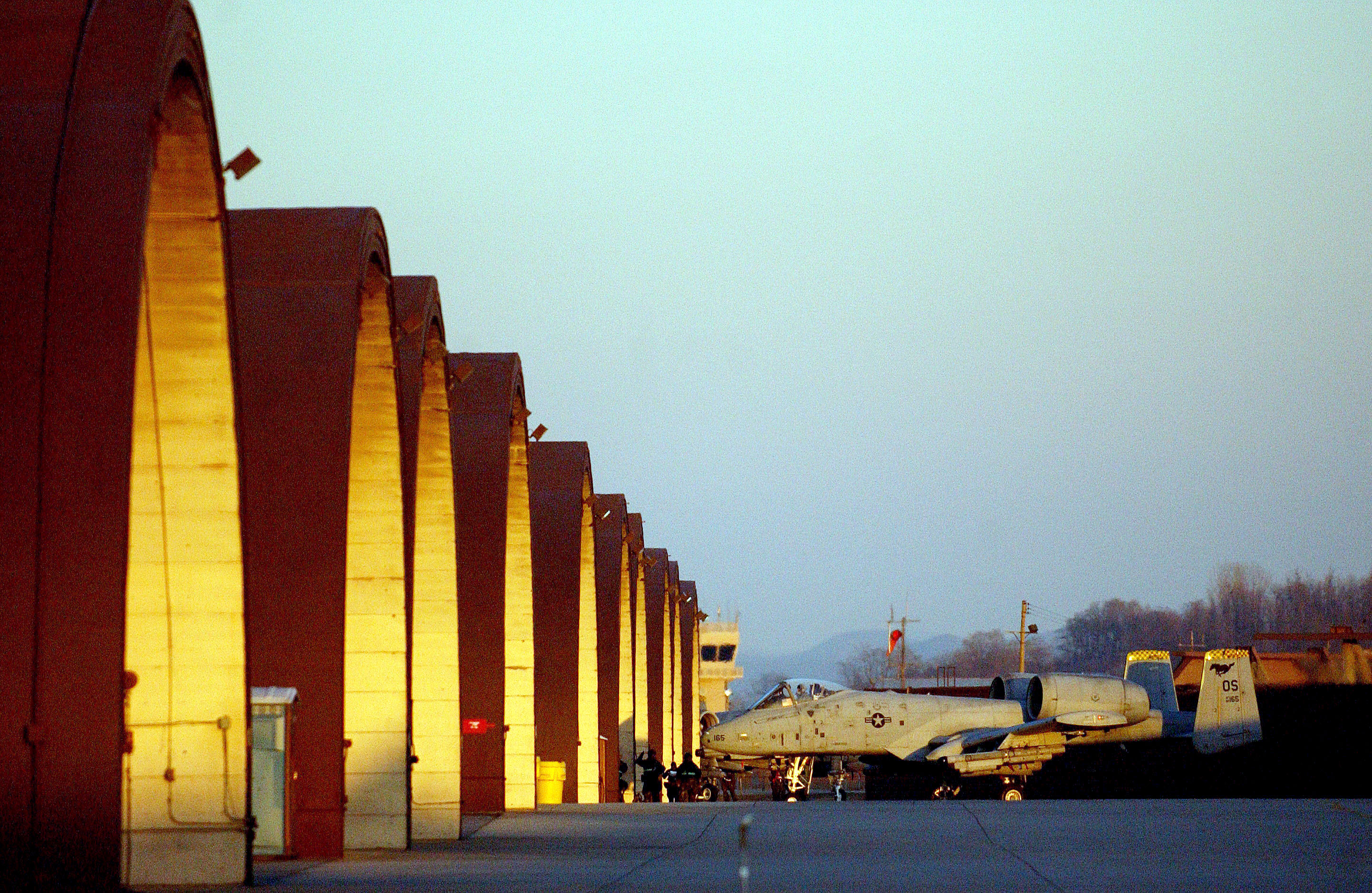
A-10A du 51st FW devant les hangars d'Osan AB

Elle est l'une des trois grandes bases militaires de Pyongtek
Son ouverture eut lieu en septembre 1951, en pleine guerre de Corée et les premiers avions arrivèrent en 1952.
Début 2007, les principales unités présentes à Osan AB sont : 
- quartier général de la Seventh Air Force des Pacific Air Forces ;

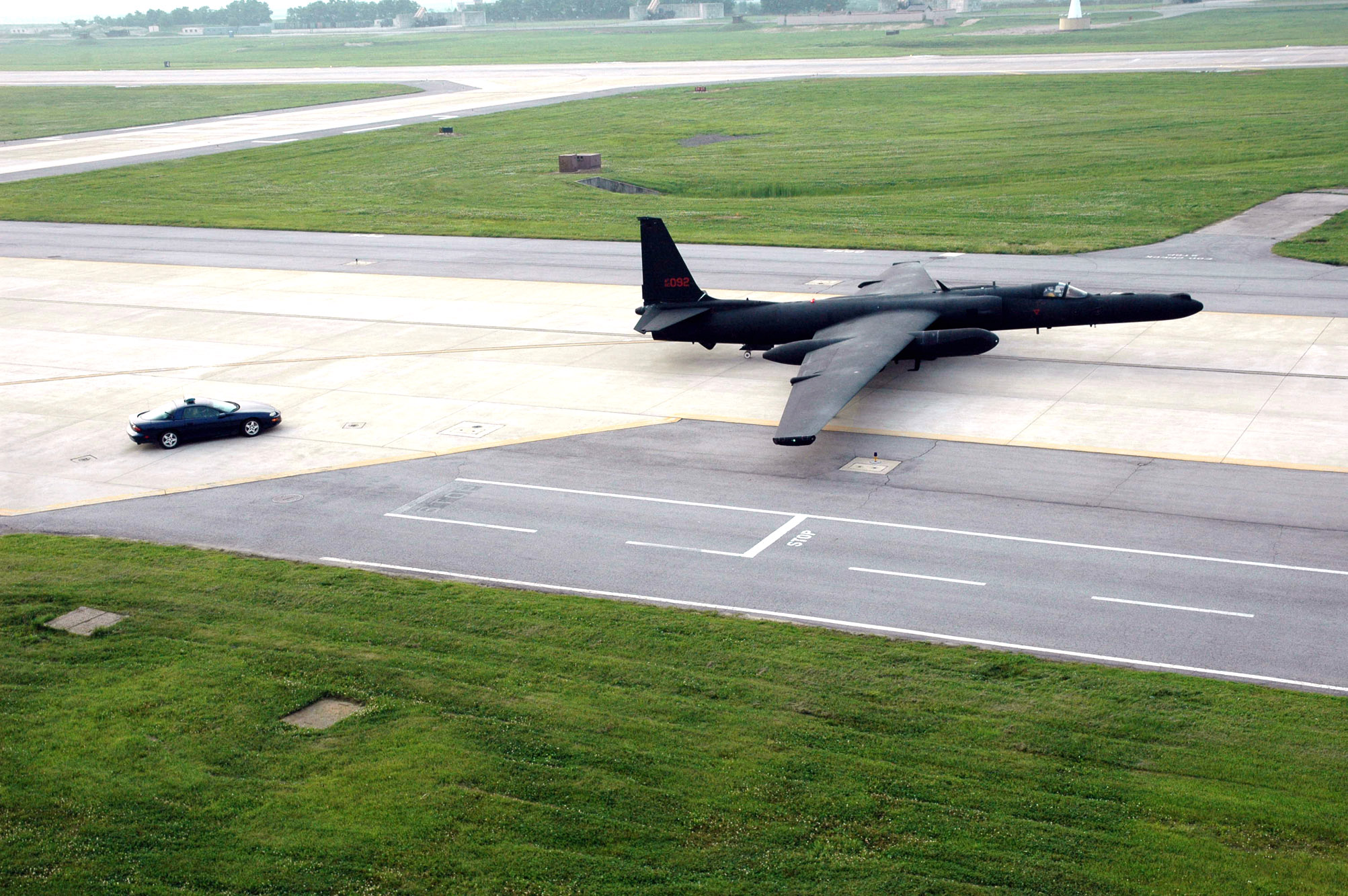
Un U-2 sur la piste

- 51st Fighter Wing.